# Totally Spies!
Totally Spies! (prt: As Espias!; bra: Três Espiãs Demais) é uma série de desenho animado francesa, focada no público adolescente criada por David Michel e Vincent Chalvon-Demersay, e produzida pelo estúdio francês Marathon Production (o mesmo de Martin Mystery e Team Galaxy). O programa gira em torno das adolescentes Alex, Clover e Sam, que precisam dividir suas vidas comuns de adolescente com a espionagem secreta.
Durante sua exibição original, o programa teve seis temporadas, com 156 episódios e vários especiais. A série foi retomada em 2024 para sua sétima temporada, estreando em 12 de maio de 2024 no canal Gulli, na França, e posteriormente renovada para sua oitava temporada. O estilo visual das personagens tenta imitar as séries de animação japonesa, sendo considerado um pseudoanime.
No Brasil, a série estreou no dia 11 de março de 2002 no canal Fox Kids. Na Rede Globo, a animação estreou em 25 de julho de 2002, figurando entre os mais populares desenhos da TV Globinho, e posteriormente sendo exibido pela fase infantil do programa TV Xuxa, até 31 de dezembro de 2010 de segunda a sábado. O desenho voltou a grade da emissora em 7 de janeiro de 2012 até 29 de junho de 2013, novamente na TV Globinho, aos sábados. Com a estreia do canal Jetix, os episódios da terceira a quinta temporada do desenho foram exibidos. O desenho ficou na grade da TV Globinho até a extinção do programa em 29 de junho de 2013.
Em Portugal, a série estreou no dia 13 de setembro de 2010, no canal Disney Channel, junto com W.I.T.C.H., com a exibição apenas das duas primeiras temporadas. A partir de 2011, a série passa a ser exibida por completo no Canal Panda com uma nova dublagem.
Em 22 de julho de 2009, foi lançado Totally Spies! Le Film no Canadá e na França, contando a história de como se conheceram e se tornaram espiãs. No Brasil, o filme foi lançado em DVD no Brasil pela California Filmes e exibido no dia 23 de novembro de 2011, no Cartoon Network, e no dia 14 de setembro de 2013 na Rede Globo. Foi lançado em Portugal no dia 1 de Janeiro de 2017, no Canal Panda.
Em 2 de Novembro de 2011, o canal Cartoon Network se tornou dono dos direitos do desenho na América Latina, e passou a exibir a série no bloco "Girl Power".
Em 1 de Fevereiro de 2014, o canal Boomerang passou a exibir a série na integra, e estreando a sexta temporada no dia 23 de agosto de 2014. Em Portugal, a estreia da sexta temporada aconteceu no dia 7 de julho de 2014 pelo Canal Panda.
Atualmente é exibida no Brasil desde 9 de agosto de 2020 pelo canal Gulli, e desde de janeiro de 2022 pelo SBT.
A série foi revivida com uma sétima temporada que estreou em 12 de maio de 2024 na Gulli na França, 4 de novembro de 2024 no Reino Unido e 4 de janeiro de 2025 nos Estados Unidos pelo Cartoon Network. No Brasil, a sétima temporada estreou em 16 de setembro de 2024 no streaming Max e no canal infantil Discovery Kids.
A série possui um spin-off, Os Incríveis Espiões.

## Episódios
| Temporada | Temporada | Episódios | França                | França                  | Canadá                | Canadá                  | Brasil                 |
| Temporada | Temporada | Episódios | Início                | Final                   | Início                | Final                   | Brasil                 |
| --------- | --------- | --------- | --------------------- | ----------------------- | --------------------- | ----------------------- | ---------------------- |
|           | 1         | 26        | 3 de novembro de 2001 | 15 de junho de 2002     | 2 de setembro de 2002 | 6 de dezembro de 2002   | 11 de março de 2002    |
|           | 2         | 26        | 8 de agosto de 2003   | 19 de setembro de 2004  | 8 de agosto de 2003   | 19 de setembro de 2004  | 1º de agosto de 2004   |
|           | 3         | 26        | 3 de outubro de 2004  | 31 de julho de 2005     | 3 de outubro de 2004  | 31 de julho de 2005     | 8 de dezembro de 2005  |
|           | 4         | 26        | 4 de abril de 2006    | 5 de fevereiro de 2007  | 3 de abril de 2006    | 8 de março de 2007      | 1º de janeiro de 2007  |
|           | 5         | 26        | 15 de abril de 2007   | 10 de fevereiro de 2008 | 31 de agosto de 2007  | 10 de fevereiro de 2008 | 8 de dezembro de 2008  |
|           | Filme     | Filme     | 22 de julho de 2009   | 22 de julho de 2009     | 3 de julho de 2010    | 3 de julho de 2010      | 23 de novembro de 2011 |
|           | 6         | 26        | 19 de junho de 2013   | 3 de outubro de 2013    | 7 de setembro de 2014 | 1º de março de 2015     | 23 de agosto de 2014   |
|           | 7         | 26        | 12 de maio de 2024    | 30 de novembro de 2024  | 4 de janeiro de 2025  | -                       | 16 de setembro de 2024 |

### Temporada 1 (2001–2002)
Sam, Clover e Alex descobrem sua nova vida como espiãs da WOOHP ao mesmo tempo em que lidam com os desafios típicos de adolescentes em Beverly Hills. Elas enfrentam vilões caricatos como Tim Scam, que quer roubar a energia solar da Terra, e o Dr. Gelee, que tenta congelar o mundo. Entre missões, as espiãs lidam com provas escolares, fofocas no colégio e a rivalidade com Mandy, a garota popular e inimiga declarada delas. A temporada estabelece o tom leve e humorístico da série, com gadgets criativos, como botas que funcionam como foguetes e batons que se transformam em lasers.

### Temporada 2 (2002–2004)
Com mais experiência como espiãs, as garotas enfrentam vilões com motivações mais elaboradas, como Geraldine Husk, que tenta destruir a WOOHP por vingança, e Helga Von Guggen, uma estilista obcecada por dominar o mundo da moda. O trio também precisa lidar com questões pessoais, como os ciúmes entre amigas e a vida amorosa, incluindo paixonites por colegas e encontros desastrosos. Os gadgets ficam mais ousados, como mochilas que viram helicópteros e anéis com ganchos retráteis. A rivalidade com Mandy também se intensifica, gerando cenas cômicas e atritos no colégio.

### Temporada 3 (2004–2005)
Com histórias mais interconectadas, esta temporada apresenta um tom um pouco mais sério. As garotas enfrentam a LAMOS, uma organização de vilões liderada por Terry, irmão gêmeo de Jerry, que busca destruir a WOOHP. Outras ameaças incluem celebridades obcecadas pela fama e cientistas que transformam pessoas em animais. Enquanto isso, Sam, Clover e Alex enfrentam novos desafios pessoais, como escolher carreiras futuras e lidar com traições. A temporada também explora as origens da WOOHP e o passado de Jerry, revelando mais sobre como ele se tornou o chefe da organização.

### Temporada 4 (2005–2007)
Nesta temporada, as missões se tornam mais pessoais. As garotas enfrentam clones malignos de si mesmas, feitos para destruir a WOOHP, e inimigos que buscam vingança diretamente contra elas. Um destaque é a introdução de Britney, uma agente mais jovem que desperta ciúmes e dúvidas no trio. Além disso, a WOOHP sofre ataques diretos, e Jerry precisa confiar mais nas espiãs. Fora das missões, as garotas lidam com as pressões de se formar no colégio e decidir seus próximos passos na vida, equilibrando os dilemas adolescentes com a responsabilidade de salvar o mundo.

### Temporada 5 (2007–2008)
As garotas agora estão na universidade. Com aventuras globais, as missões levam as garotas a locais como o Egito, Japão e Ártico, enquanto enfrentam vilões que utilizam tecnologia avançada, como hackers e criadores de vírus digitais. O trabalho em equipe das espiãs é testado quando conflitos internos surgem, especialmente com Clover, que deseja mais independência. A temporada também apresenta novos gadgets, como pulseiras que funcionam como detectores de perigo e óculos com visão de raio-X. O humor continua em destaque, com situações cômicas envolvendo Mandy, que ainda tenta competir com as garotas.

### Temporada 6 (2013–2015)
Após um hiato, a série retorna com uma abordagem mais moderna. As garotas ainda frequentam a Universidade da Malibu (Mali-U), mas continuam trabalhando como espiãs. A WOOHP é modernizada, e as missões envolvem ameaças globais, como o controle mental em massa por meio de redes sociais e vilões que manipulam drones para cometer crimes. Apesar de mais maduras, Sam, Clover e Alex ainda enfrentam problemas juvenis, como novos relacionamentos, desafios acadêmicos e a pressão de se encaixar em suas novas vidas adultas.
A sexta temporada foi ao ar primeiramente na Catalunha, pelo Canal Super3, no dia 15 de junho de 2013. Na França, o canal TF1 estreou a temporada em 19 de junho de 2013. Em Portugal, o Canal Panda estreou a temporada em 7 de julho de 2014. No Brasil e na América Latina, a estreia foi no dia 23 de agosto de 2014 no canal Boomerang.

### Temporada 7 (2024–2025)
A sétima temporada marca um novo capítulo na série repaginada. Sam, Clover e Alex se mudam para Singapura, onde frequentam a Academia Internacional de Jovens Asiáticos (AIYA) e enfrentam novos vilões, incluindo o misterioso Cyberchac. Sob a liderança de Zerlina Lewis, elas equilibram missões perigosas e desafios pessoais, enquanto lidam com ameaças tecnológicas que colocam a WOOHP em risco. 

## Personagens
- Sam Simpson é a líder estratégica do grupo e a mais equilibrada entre as três espiãs. Inteligente e racional, ela frequentemente assume o papel de mediadora quando Clover e Alex discordam. Seu raciocínio lógico e habilidades analíticas fazem dela indispensável nas missões. Fora do trabalho como espiã, Sam é dedicada aos estudos e costuma tirar as melhores notas da turma. Apesar de sua natureza responsável, ela tem um lado descontraído e aprecia os momentos de diversão com as amigas. Sam é o tipo de pessoa que todos admiram pela combinação de inteligência, empatia e força.
- Clover Ewing é a fashionista do grupo, sempre preocupada com a aparência e as últimas tendências da moda. Embora muitas vezes seja vista como superficial, ela é incrivelmente criativa e corajosa, características que frequentemente a ajudam a superar situações perigosas durante as missões. Clover tem uma personalidade extrovertida e adora flertar, o que a coloca em situações engraçadas (e às vezes embaraçosas). Apesar de ser impulsiva e competitiva, especialmente em relação a Mandy, ela tem um grande coração e está sempre pronta para defender suas amigas.
- Alex Casoy é a mais doce e otimista do trio, conhecida por sua bondade e entusiasmo. Com uma personalidade descontraída e amigável, ela traz leveza ao grupo, mas pode ser um pouco desastrada e inocente. Alex adora esportes, especialmente futebol e skate, e frequentemente usa sua agilidade para resolver problemas nas missões. Embora às vezes se sinta insegura ou subestimada, ela sempre encontra forças para provar seu valor. Alex é o tipo de amiga que todos querem por perto, com sua energia positiva e lealdade inabalável.
- Jerry Lewis é o chefe britânico da WOOHP e mentor das espiãs. Ele é responsável por organizar as missões, fornecer gadgets inovadores e garantir a segurança das garotas. Apesar de sua postura séria e profissional, Jerry tem um humor peculiar que emerge em momentos inesperados. Ele age como uma figura paterna para Sam, Clover e Alex, oferecendo conselhos e suporte emocional quando necessário. Sua dedicação à WOOHP e às espiãs vai além do trabalho, demonstrando o quanto ele se importa com elas.
- Britney é uma espiã mais jovem e promissora da WOOHP, que aparece em algumas missões para ajudar o trio principal. Ela é dedicada, inteligente e habilidosa, características que às vezes despertam ciúmes, principalmente em Clover, que teme ser substituída. Britney tem uma personalidade amigável e está sempre disposta a colaborar, mas sua presença traz desafios emocionais e de trabalho em equipe para Sam, Clover e Alex.
- Mandy Luxe é a rival clássica das espiãs no colégio, conhecida por sua atitude arrogante, egoísmo e obsessão por popularidade. Sempre vestida de forma extravagante, ela faz de tudo para superar Sam, Clover e Alex, seja em eventos sociais ou competições escolares. Apesar de suas intenções muitas vezes mesquinhas, Mandy é mais cômica do que perigosa, e seus planos frequentemente acabam voltando contra ela. Sua rivalidade com Clover é especialmente intensa, gerando situações hilárias e exageradas.
- Mindy é a prima de Mandy e aparece nas temporadas posteriores como sua parceira em travessuras contra Sam, Clover e Alex. Embora compartilhe a mesma atitude vaidosa e egocêntrica de Mandy, Mindy é mais inocente e menos inteligente, o que a torna alvo de piadas até de sua própria prima. Sua presença adiciona mais caos e humor às interações no colégio, tornando-a uma antagonista secundária cômica.

## Produção
| Totally Spies!                                   | A única coisa que nos surpreendeu foi a divisão de audiência, entre o público masculino e feminino: no Brasil e na Itália, temos cerca de 50% dos meninos como público e 50% das meninas, enquanto todo mundo estava prevendo que o show iria arrecadar uma pequena quantidade de fãs masculinos | Totally Spies! |
| — David Michel sobre o público de Totally Spies! | |                |

Em abril de 2001, a Marathon Production anunciou que estaria trabalhando com Totally Spies!, uma série animada em estilo "anime" com um plano global para merchandising de produtos infantis, focados no público feminino, e um lançamento de um grupo musical que seria baseado nas personagens principais do show. Usando o programa alemão Arabella, eles desenvolveram um concurso para lançar uma nova banda de garotas, que cantaria a música tema de Totally Spies!, ganharia um contrato com a gravadora EMI e sairia em turnê com a boy band Westlife. Foi criado um painel de juízes (incluindo um treinador vocal, um coreógrafo e um estilista) que selecionaram os 20 melhores vídeos mandados por jovens francesas e no dia 1º de março, o grupo vencedor chamado "Cosmic Girls", foi anunciado e lançou seu primeiro single, com o nome da série –’Totally Spies’– no dia 25 de março através da gravadora EMI. O plano era promover as garotas como uma banda de verdade e criar um álbum para a mesma. As integrantes da banda seriam muito parecidas com as personagens principais do desenho, usando as mesmas roupas, cabelo e até mesmo os mesmos nomes.
A ideia foi cancelada posteriormente e a série foi anunciada para estrear o verão de 2001, junto com Sorriso Metálico, no canal Fox Family. A produção e criação da série ficou por conta de Vincent Chalvon-Demersay e David Michel, que trabalharam juntos para toda a série.
A série foi adquirida posteriormente pela Fox Kids Europa para exibição em todo continente europeu e também para licenciamento de produtos. Finalmente foi anunciado que a série iria estrear no outono de 2001 nos Estados Unidos e na primavera de 2002 na Europa. O show também foi anunciado na MIPCOM de 2001 como parte dos produtos da Marathon Production para venda mundial, com a presença de Vincent Chalvon-Demersay para fechar os negócios. Neste evento, a série foi vendida para Alemanha, Itália, Grã-Bretanha e França, sendo reconhecida internacionalmente como a primeira série francesa vendida diretamente para os Estados Unidos.
Em uma entrevista com WorldScreen.com, Michel disse que antes de seu show, havia um monte de shows de ação e aventura para menino e praticamente nada para as meninas, mas na cultura pop, houve Britney Spears e Spice Girls. Ele disse que os personagens são fortemente inspirados no filme As Patricinhas de Beverly Hills e queria misturar isso com um formato como James Bond. Quando ele desenvolveu o show pela primeira vez, obteve uma resposta moderada, mas quando a primeira temporada foi transmitida, o filme As Panteras saiu, e de repente o mercado estava cheio de propriedades para meninas.
Três Espiãs Demais! estreou na ABC Family em 3 de novembro de 2001, rapidamente se tornando um sucesso.
Após o final da quinta temporada, o filme da série, Três Espiãs Demais!: O Filme, foi produzido e lançado nos cinemas na França em 22 de julho de 2009. O filme recebeu um lançamento de televisão nos Estados Unidos, em 25 de abril do ano seguinte, coincidindo com a exibição da quinta temporada naquele país.
Em agosto de 2011, Marathon Media confirmou que a produção para a sexta temporada estava em produção e definida para estrear em 2013. Mais tarde foi confirmado que 26 episódios seriam produzidos e que o show iria ser licenciado na Espanha e América Latina, assim como em todo o território europeu. Para coincidir com a estreia da sexta temporada, Zodiak Kids CP Paris, em associação com o Château de Versailles Spectacles (CVS) e TF1, organizaram um evento no Palácio de Versalhes, a ter lugar durante o verão de 2013. O evento seria precedido de atividades, incluindo a exibição de um especial com os espiões em missão nos jardins do palácio.
Em 8 de janeiro de 2022, Thomas Astruc, o criador de Miraculous Ladybug e ex-artista de storyboard em Totally Spies!, anunciou em seu Twitter que uma nova temporada estava "em produção". No dia 13, os designs novos para Sam, Alex e Clover foram revelados. A nova temporada será produzida pela Zodiak Kids & Family Studio France, com a Ollenom como co-produtora, com participação do canal francês Gulli, em parceria com o Discovery Kids, e estreou em 2024.

## Elenco de dublagem

### Elenco estadunidense
O show conta com um elenco de dubladores renomados no mundo das animações. Katie Leigh, conhecida por dar vida ao Pequeno Príncipe na animação japonesa As Aventuras do Pequeno Príncipe, foi a voz original de Alex, sendo substituída na terceira temporada por Katie Griffin, famosa por interpretar Sailor Mars em Sailor Moon e Nina Harper em Sorriso Metálico. Jennifer Hale, que dá voz a Sam e Mandy, é amplamente reconhecida por interpretar duas princesas da Disney, Cinderela e Aurora. Andrea Baker, que dublou Clover, também emprestou sua voz a Mary Jane Watson no jogo Ultimate Spider-Man. Jess Harnell, o primeiro dublador de Jerry, conhecido por ser a voz de Wakko em Animaniacs, foi substituído após a segunda temporada por Adrian Truss, que se tornou a voz definitiva do personagem. Embora a série seja uma produção francesa, ela estreou originalmente nos Estados Unidos, consolidando os dubladores americanos como as vozes consideradas oficiais.

### Elenco brasileiro
Entre a primeira e a quinta temporada do desenho, Rita Almeida foi a responsável por dar voz a Sam no Brasil. Conhecida por dublar personagens como a graciosa Mino em Cavaleiros do Zodíaco, a segunda voz de Naru Osaka (ou "Molly Osaka" na versão brasileira) e, posteriormente, Sailor Pluto em Sailor Moon, ela também emprestou sua voz a Dill em Rugrats, os Anjinhos e Rugrats Crescidos, além de outros papéis menores em animes. Adriana Pissardini, que dublou Clover, é reconhecida por seus trabalhos como a Profª. Kaho Mizuki em Sakura Card Captors, as vilãs Calaveras e Kaolinite nas fases R e S de Sailor Moon e a Feiticeira Escarlate em Os Vingadores. A personagem Alex foi dublada por Melissa Garcia, que também deu vida à Sailor Mercury em Sailor Moon a partir da fase R, Videl em Dragon Ball Z e foi a voz padrão do canal Boomerang. Luiz Laffey, dublador de Jerry Lewis no Brasil, é lembrado por seus papéis como o Androide 16 em Dragon Ball Z e diversos personagens em produções como Cavaleiros do Zodíaco e Hunter X Hunter.
A partir da sexta temporada, a dublagem da série passou a ser realizada no Rio de Janeiro, com um elenco completamente renovado.
| Personagem | Brasil T1-5 (SP)   | Brasil T6-7 (RJ)      |
| ---------- | ------------------ | --------------------- |
| Clover     | Adriana Pissardini | Adriana Torres        |
| Sam        | Rita Almeida       | Luisa Palomanes       |
| Alex       | Melissa Garcia     | Erika Menezes         |
| Jerry      | Luiz Laffey        | Duda Ribeiro          |
| Mandy      | Rosely Gonçalves   | Ana Elena Bittencourt |

- Vozes adicionais (Marshmallow): Adna Cruz, Affonso Amajones, Alex Wendell, Alexandre Marconato, Angélica Santos, Borges de Barros, Carlos Falat, Carlos Silveira, Cássia Bisceglia, Cecília Lemes, Dado Monteiro, Denise Simonetto, Élcio Sodré, Eleonora Prado, Eleu Salvador, Emerson Caperbat, Fátima Noya, Fábio Villalonga, Figueira Júnior, Fláva Narciso, Francisco Freitas, Gessy Fonseca, Gilberto Baroli, Gileno Santoro, Hélio Vaccari, Hermes Baroli, Isaura Gomes, Ivo Roberto, Jonas Mello, Laudi Regina, Lene Bastos, Luciana Baroli, Luiz Carlos de Moraes, Marcelo Campos, Márcia del Monaco, Márcia Regina, Márcio José Araújo, Mauro Castro, Mauro Eduardo Lima, Nelson Machado Filho, Raquel Marinho, Renato Márcio, Rodrigo Andreatto, Rosana Beltrame, Sérgio Corcetti, Sidney Lilla, Silvio Giraldi, Tânia Gaidarji, Tatá Guarnieri, Thiago Longo, Thiago Zambrano, Ulisses Bezerra, Vagner Fagundes, Wellington Lima e Yuri Chesman;
- Locutor: Gilberto Rocha Júnior (Marshmallow);
- Estúdio: Marshmallow (Temporadas 1-5) / Sérgio Moreno Filmes (Temporadas 6-7).

### Elenco português
| Personagem     | Portugal T1-2  | Portugal T3-6     |
| -------------- | -------------- | ----------------- |
| Sam            | Teresa Macedo  | Maria João Miguel |
| Clover/Cláudia | Sónia Jerónimo | Helena Montez     |
| Alex           | Sofia Brito    | Bárbara Lourenço  |
| Jerry/Jorge    | Karas          | Peter Michael     |
| Mandy/Amanda   | Teresa Macedo  | Sandra de Castro  |

## Mídia

### Produtos
Mundo afora, já foram lançados DVDs, fitas VHS, bonecas, brindes do McLanche Feliz, histórias em quadrinhos, assim como vários outros produtos da série. Devido a grande popularidade do desenho na França, revistas com as quatro primeiras temporadas (26 DVDs no total) foram distribuídas em bancas de jornais pelo país. Também, a primeira temporada está disponível em sete volumes, que podem ser encontrados em lojas e livrarias. Na Itália, onde a série também é popular, a Mondo TV lançou a primeira temporada completa em 6 DVDs, com áudio em italiano e inglês.
No Brasil, já foram lançados livros, álbuns de figurinhas, materiais escolares, brindes do McLanche Feliz, assim como outros produtos do desenho. A distribuidora Ocean Pictures lançou anteriormente os primeiros 15 episódios da terceira temporada em cinco volumes.
Em 2008, o Grupo Pão de Açúcar lançou um ovo de páscoa com a marca do desenho. No mesmo ano, um álbum de figurinhas foi distribuído pela Deomar Editora por todo o Brasil. Em 2011, a editora Alto Astral lançou duas edições de revista de figurinhas das Três Espiãs Demais! . Também, a Editora Fundamento tinha previamente lançado livros do desenho no país.
Um box-set contendo a segunda temporada completa da série foi lançado em 2006 no Canadá. Em Portugal, três DVDs com os 13 primeiros episódios da primeira temporada foram previamente distribuídos. Já nos Estados Unidos e no Reino Unido, os primeiros 12 episódios do desenho foram lançados em três volumes.
No primeiro semestre de 2012, Três Espiãs Demais: O Filme (Totally Spies! Le Film) foi lançado em DVD no Brasil, distribuído pela California Filmes. Nos Estados Unidos e no Canadá, as três primeiras temporadas completas do desenho foram lançadas em DVD no dia 8 de outubro de 2013, pela distribuidora New Video Group. Na Alemanha, a Justbridge Entertainment Germany/FM Kids lançou a terceira temporada completa no dia 16 de agosto de 2013, enquanto no dia 14 de fevereiro de 2014, a quarta temporada foi lançada em DVD.

#### Linha de bonecas
Em 2002, a Playwell Toys lançou a primeira linha de bonecas baseada na série animada. Em 2005, a RC2 Corporation lançou uma nova linha de bonecas acompanhada com acessórios de espionagem usados na série animada. Em 2008, uma fabricante de brinquedos francesa chamada Goliath lançou uma nova linha de bonecas articuladas que acompanhavam roupas extras e acessórios. Algum tempo depois, a Toy Triangle Co. também lançou nos Estados Unidos uma linha de bonecas.

### Videojogos
A série Totally Spies foi inicialmente seguida com dois videojogos intitulados Totally Spies! e Totally Spies! 2: Undercover. Ambos foram desenvolvidos pela Mistic Software e publicados pela Atari para o Game Boy Advanced e para Nintendo DS. As pontuações do jogo pela IGN foi de 4.0/10 no geral. Totally Spies! 3: Secret Agents foi recentemente lançado na Europa e na Austrália para Nintendo DS, Totally Spies! Totally Party foi lançado na América do Norte, Europa e Austrália para o PlayStation 2, Wii e PC. Há também um jogo no Facebook chamado Totally Spies! Fashion Agent, que recebe mais de 300.000 usuários por mês, principalmente da França.

### Totally Spies: Live at the Ayala Malls
Totally Spies: Live at the Ayala Malls foi uma apresentação ao vivo, com atrizes interpretando Sam, Alex e Clover na rede de shoppings Ayala Malls nas Filipinas. O show se iniciava com Clover tentando convencer suas duas melhores amigas, Sam e Alex, a entrarem para um tipo de competição entre líderes de torcida, mesmo que com muito desgosto das amigas, que afinal, acabam aceitando. Desconhecido inicialmente pelas espiãs, uma mulher chamada Candy Sweet, usando roupas pretas planeja atrapalhar os ensaios das meninas, fazendo com que elas se esqueçam da coreografia. Assim que elas descobrem que a vilã fugiu da prisão, pensam em uma forma de captura-la, junto com Jerry. Bolando um plano, as espiãs conseguem deter a vilã, e ainda participam da batalha entre líderes de torcida. No final, as meninas posavam para fotos com os fãs. As apresentações aconteceram em 2008, ao todo, em cinco locais diferentes.

### Spin-off
Em 2009 foi anunciado que a série ganharia um spin-off, nomeado como The Amazing Spiez! (Os Incríveis Espiões! no Brasil). Ele estreou no dia 1º de abril de 2009 pela TF1. O show conta a história de Tony, Mark, Megan e Lee Clark, irmãos que se tornam espiões internacionais da WOOHP (Organização Mundial de Proteção Humana), comandados por Jerry. No Brasil, a série foi exibida pela Rede Globo, no seu programa matinal, TV Globinho.

### Filme
Totally Spies! Le Film foi um filme lançado em 22 de julho de 2009 nas salas de cinema da França. O filme arrecadou 571,695 dólares no primeiro fim de semana, classificando ele no número #9 na bilheteria francesa com a média de $2.102 por cinema. Ele vendeu 196.514, 89.106 dólares e 29.083 dólares americanos, no segundo, terceiro e quarto fim de semana, sendo o total bruto de $ 1186742. O filme conta o início da história apresentada na série de TV, com Sam, Alex e Clover chegando em Bervely Hills, como adolescentes.
No Brasil, o filme foi lançado em DVD no dia 17 de abril de 2012 pela California Filmes. Ele fez sua estreia na televisão paga no dia 23 de novembro de 2011 pelo Cartoon Network, juntamente com a série de televisão. Na Rede Globo, o filme foi exibido no dia 14 de setembro de 2013, como parte da edição de sábado da TV Globinho e em setembro de 2017, na Sessão da Tarde apenas nos estados da Bahia, Ceará, Pará, Paraná e Pernambuco.